# Neptis laetifica
Neptis laetifica är en fjärilsart som beskrevs av Charles Oberthür 1916. Neptis laetifica ingår i släktet Neptis och familjen praktfjärilar. Inga underarter finns listade i Catalogue of Life.